# Ernestine Rosine Flachsland

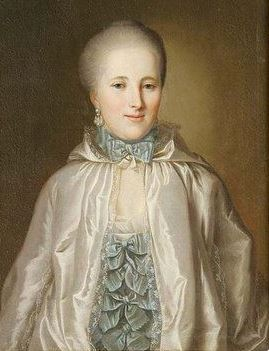
Ernestine Rosine Goll (Gemälde von Johann Ludwig Strecker)

Ernestine Rosine Flachsland (verheiratete Ernestine Rosine Goll; * 15. Februar 1742 in Reichenweier; † nach dem 13. Dezember 1774 in Worms) war 1761–66 „Maîtresse-en-titre“ des Landgrafen Ludwig IX. von Hessen-Darmstadt. Ihre Schwester Maria Karoline war die Ehefrau von Johann Gottfried Herder.

## Leben
Ernestine war die Tochter des Amts- und Kirchenschaffners Johann Friedrich Flachsland (* 1716 in Reichenweier; † 1755 ebd.) und dessen Frau Rosina Catharina geb. Mauritii (* 1718 in Reichenweier; † 1766 in Pirmasens). Reichenweier im Elsass war damals eine der linksrheinischen Besitzungen des Hauses Württemberg. Ernestine war eines von acht Geschwistern, von denen aber nur fünf das Erwachsenenalter erreichten. Nach dem frühen Tod ihres Vaters wurde es schwierig für ihre Mutter, die große Familie zu ernähren.
Landgraf Ludwig IX. von Hessen-Darmstadt hatte seinen Hofmaler Johann Ludwig Strecker beauftragt, junge Schönheiten zu malen. Aus diesen Porträts wählte er Ernestine, die als offizielle „Maîtresse en titre“ am 6. Januar 1761 mit der gesamten Familie an Ludwigs Residenzort Pirmasens ein Haus in der Alleestraße bezog. Am selben Tag heiratete ihre Schwester Friederike (1744–1801) den später geadelten Hofbeamten Andreas Peter Hesse (1728–1803, Sohn von Ernst Christian Hesse).
Als Ludwigs Ehefrau Henriette Karoline und Ernestine sich im Sommer 1761 mit ihren Kutschen begegneten, schoss Henriette Karoline mit einer Pistole auf die schwangere Ernestine, ohne sie zu treffen. Am 10. November 1761 wurde Ernestine von ihrem Sohn Ernst Ludwig von Hessenzweig entbunden. Dieser wurde von seinem Vater schon mit zwei Jahren zum Adjutanten und ein Jahr später zum Grenadierleutnant ernannt. Er befand sich nominell in der Obhut von Landgräfin Henriette Karoline. 1773 wollte ihn seine Tante Maria Karoline Herder adoptieren, doch war ihr Mann dagegen. Am 22. Dezember 1774 starb Ernst Ludwig im Alter von 13 Jahren.
Als 1766 ihre Mutter starb, versuchte Ernestine, nach ihren eigenen Vorstellungen zu leben. Sie verliebte sich in den Kanzleiadjunkten Philipp Jakob Goll, über den ihre Schwester Karoline schrieb, er sei ein „elender mensch“, der nicht einmal sein eigenes Brot verdienen könne, aber den Ernestine „mit Gewalt heurathen“ wolle. Der Landgraf warf sie daraufhin aus ihrer Wohnung, stattete sie allerdings mit einer jährlichen Pension von 500 Gulden, mehr als dem damaligen Durchschnittsverdienst, aus. Noch 1766 heiratete sie Goll und bekam 1771 eine Tochter mit ihm. Sie trennte sich später von ihrem Mann und zog zeitweise obdachlos mit ihrer kleinen Tochter von einem Wirtshaus zum nächsten.
Überliefert ist, dass sie an einer psychischen Störung (Verfolgungswahn) litt. 1772 tauchte sie verwirrt bei ihrer in Darmstadt verheirateten Schwester Friederike im Hause von deren Gatten Andreas Peter von Hesse auf. Dort wohnte seit dem Tod der Mutter auch Karoline, die am 2. Mai 1773 Johann Gottfried Herder heiratete. Landgraf Ludwig übergab ihr und Herder die Pension für Ernestine und auch die Vormundschaft über sie. Ernestine Goll wurde im Haushalt der Familie Herder schnell zur Belastung. Sie glaubte, man wolle sie dort vergiften. Ihre Verwandtschaft brachte sie in ein „Asyl“ nach Worms, wo sie „in einer Art Gefangenschaft“ lebte und bald darauf an einem nicht genau bekannten Tag nach dem 13. Dezember 1774 verstarb. Ihre Tochter blieb in der Familie Herder und zog mit dieser später um nach Weimar.

## Erinnerung und Nachwirken
Anna Eunike Röhrig glaubt, dass Ernestine Rosine Flachsland längst vergessen wäre ohne ihre Schwester Karoline, über deren Leben als Ehefrau von Johann Gottfried Herder zeitüberdauernd berichtet wird. So wurde auch ihr Leben und damit ein erschütterndes Beispiel für den Umgang mit psychisch kranken Menschen zu dieser Zeit überliefert.
Von Ernestine ist ein Porträt, gemalt von Johann Ludwig Strecker, im Bestand des Goethe-Hauses Frankfurt erhalten. Wahrscheinlich ist sie auch auf einem Porträt in der von Karl Friedrich Hirschberg für Ludwig IX. teils als Kopie anderer Bilder gemalten Schönheitsgalerie abgebildet. Dieses Porträt ohne Namensangabe befindet sich heute im Prinz-Georg-Palais in Darmstadt.